# Jan Antonisz van Ravesteyn

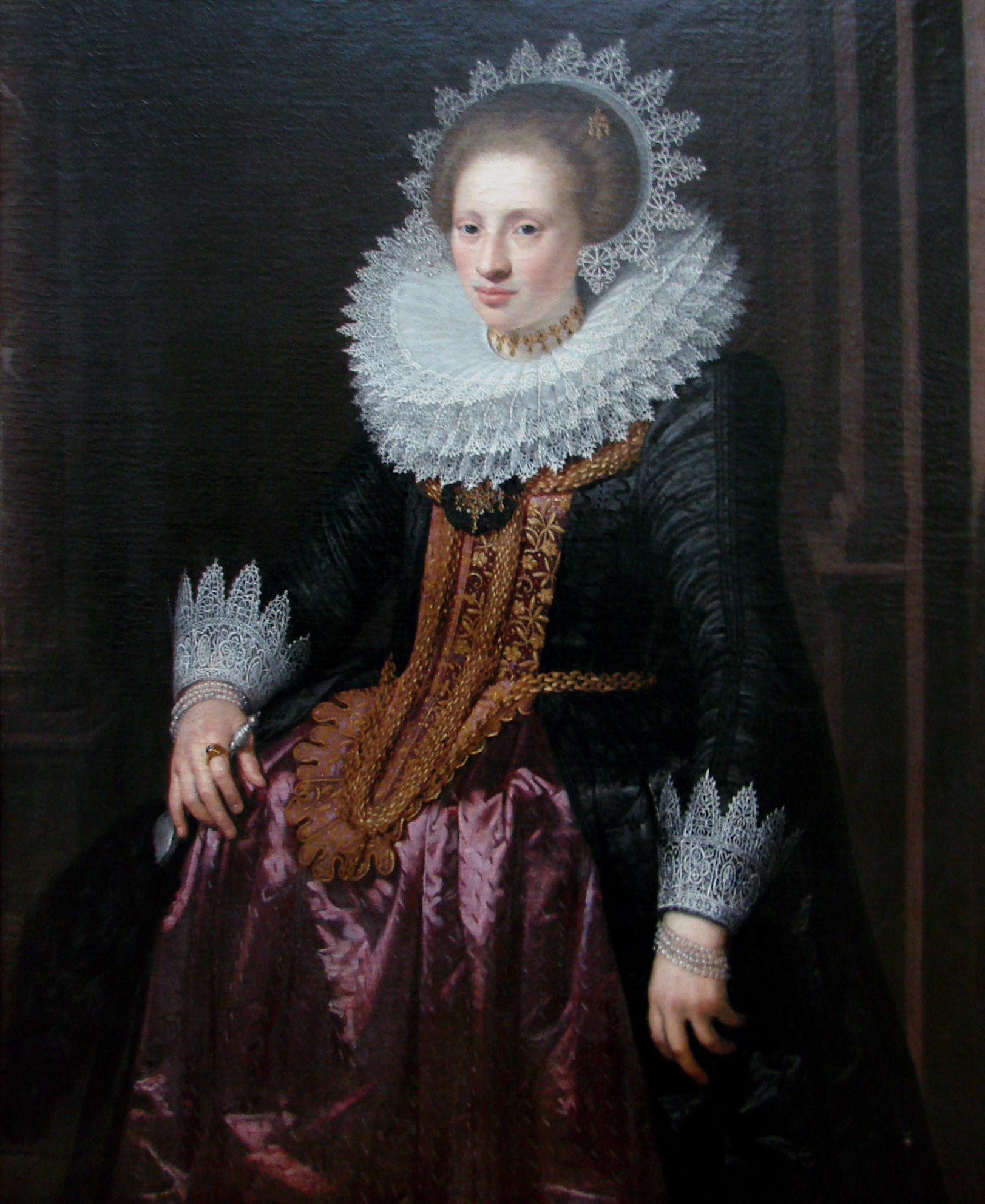
Retrato de mujer, 1620 (Palacio de Bellas Artes de Lille).

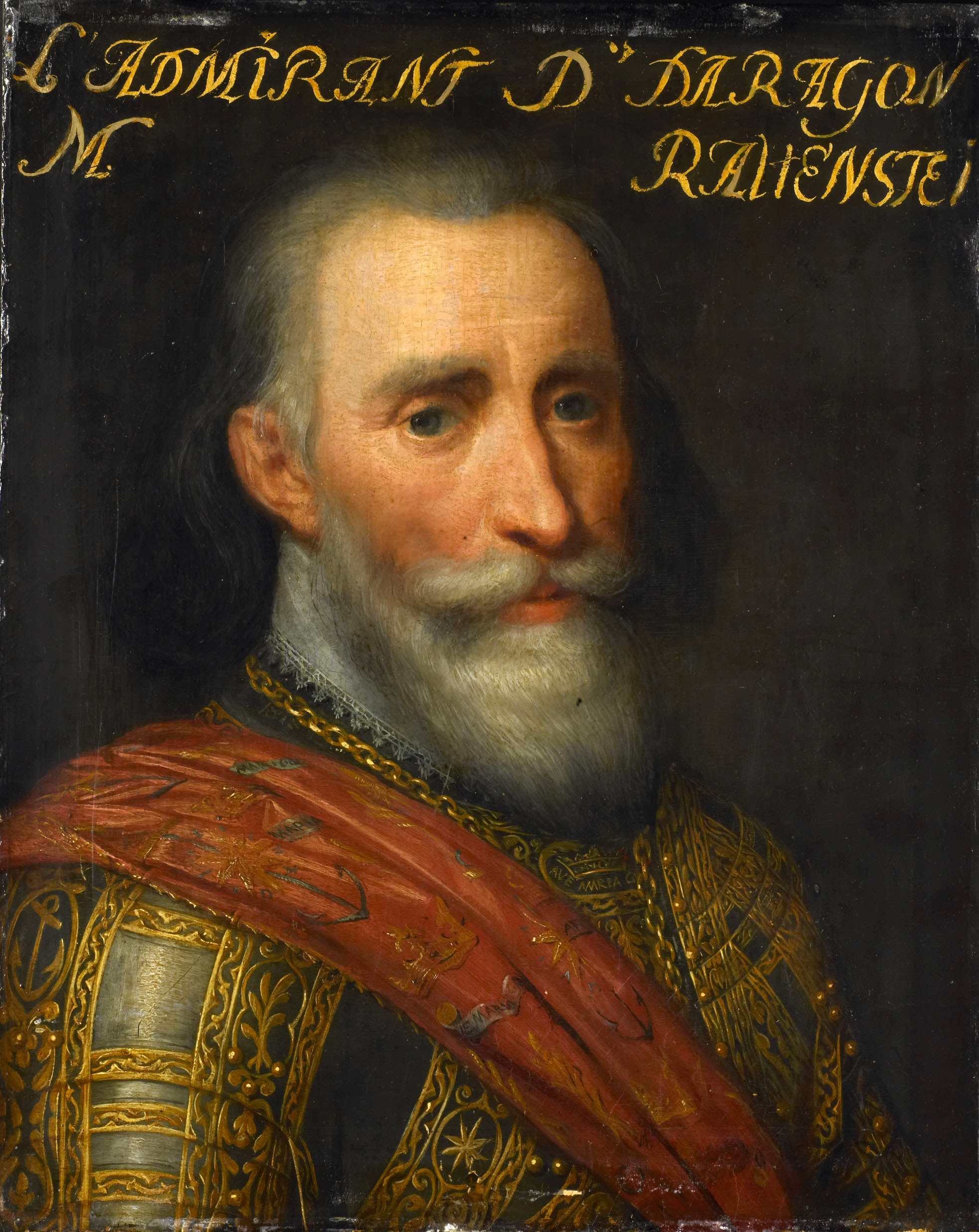
Francisco Hurtado de Mendoza, Almirante de Aragón, 1633 (Rijksmuseum, Ámsterdam).

Jan Antonisz van Ravesteyn o Jan Antonisz. van Ravesteyn (1572, La Haya (?) - enterrado el 21 de junio de 1657 en La Haya) fue un pintor holandés de éxito en la corte de La Haya.

## Biografía
Aunque no se sabe con certeza cuáles fueron los maestros de van Ravesteyn, se suele señalar a los retratistas Jacob van Delff y a Michiel Jansz. van Mierevelt de Delft, en donde estuvo varias veces en 1597. Desde 1598 hasta su muerte, vivió en La Haya, donde fue miembro del Gremio de San Lucas.
Su especialidad fueron los retratos de la alta burguesía para llegar a ser pintor de cámara de la Casa de Orange-Nassau.
Jan Anthonisz van Ravesteyn pertenecía a una familia de artistas. Sus hermanos Anthonis y Arnold también trabajaban como retratistas en La Haya y es difícil establecer diferencias con ellos. 
Van Ravesteyn fue maestro de van Dirck Abrahamsz., Leendert Barthouts, Johannes Harmensz. Borsman, Aelbert Dircksz. Coeppier, Pieter Craen, Jacob Dirksz. van den Enden, Fransise de Goltz, Adriaen Hanneman, Barent Jansz., Thomas Ouwater, Clement Ram, Jan Rassenbourch, Frederick Sonnius, Dirck Verlaer, Jan Pous Voet y Pauwels Willemsz.